# Bo Bergman
För andra betydelser, se Bo Bergman (olika betydelser).

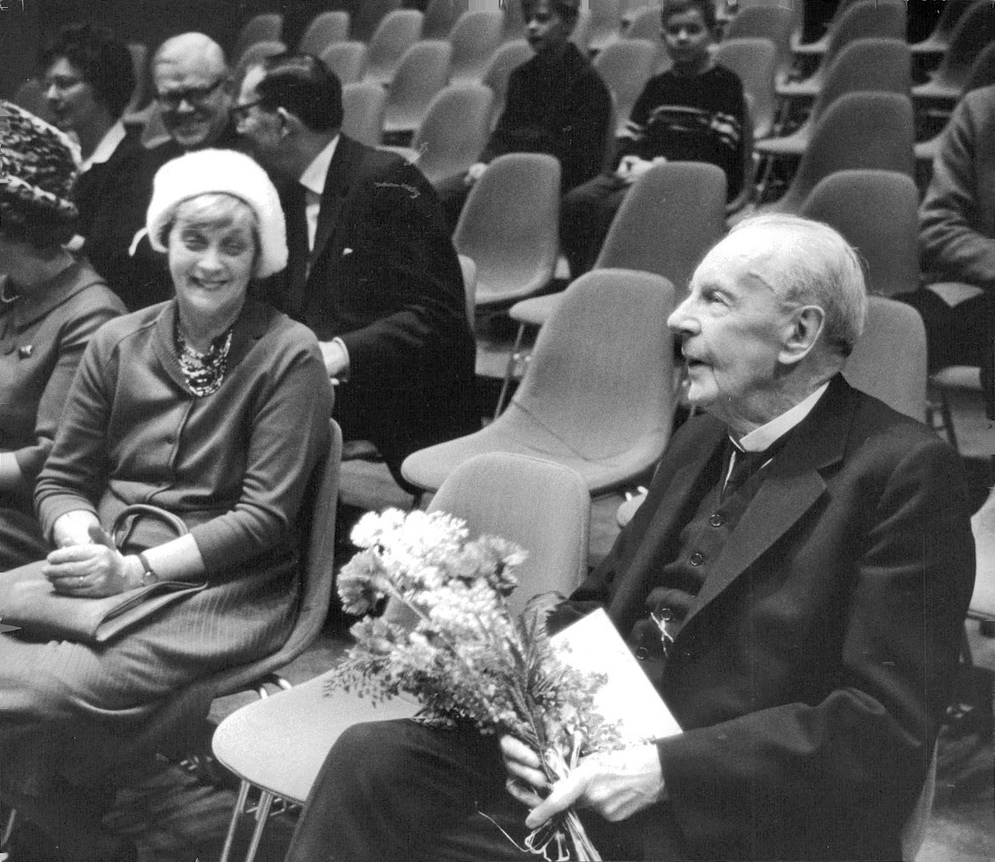
Astri Taube och Bo Bergman i samband med att han 1964 tagit emot Evert Taube-stipendiet i Nationalmuseums föreläsningssal.

Bo Hjalmar Bergman, född 6 oktober 1869 i Stockholm, död 17 november 1967 i Stockholm, var en svensk författare, litteraturkritiker, posttjänsteman och ledamot av Svenska Akademien (stol nummer 12 från 1925).
Han tilldelades år 1956 Samfundet De Nios Stora Pris. Hans morfar var den småländske kyrkoherden, bemärkte fornforskaren och konstnären Nils Isak Löfgren, medlem av vitterhetsakademin. Bergman var vid sitt frånfälle 98 år och är hittills Svenska Akademiens äldsta ledamot genom tiderna.

## Biografi
Bergman avlade 1889 juridisk preliminärexamen vid Uppsala universitet, anställdes 1902 som postexpeditör vid Kungliga postverket, och blev 1919 1:e postexpeditör. År 1905 gifte han sig med Hildegard Hedén (1878–1928). Vid samma tid inledde han sin journalistiska bana, och var litteraturkritiker i Ord och Bild åren 1900–1904 och i Dagens Nyheter 1905–1939 där han även var teaterkritiker.
Bo Bergman bildar tillsammans med Hjalmar Söderberg och Henning Berger "de borgerliga intimisterna", en grupp som utgör en förbindelselänk mellan åttiotalets realistiska litteratur och 1890-talets estetiska romantik.
Hans första diktsamling Marionetterna, där dikten med samma namn ingår, utgavs 1903. Den blev omedelbart ett stort genombrott för Bergman som diktare. Han framstod till en början som en pessimistisk skeptiker i samma anda som vännen Hjalmar Söderberg, men hans livshållning övergick efterhand till en mildare humanism. I en lång rad diktsamlingar som En människa (1908), Elden (1917), Livets ögon (1922) och Trots allt (1931) varierade han kärleks- och naturmotiv i en musikaliskt välljudande poesi där klarhet och resignation ingick en sensibel förening. Många av Bergmans dikter har tonsatts av kända svenska tonsättare, bland dem Wilhelm Peterson-Berger, Wilhelm Stenhammar, Ture Rangström och Karin Rehnqvist. Bo Bergman var även en framstående novellförfattare med Drömmen (1906) som en höjdpunkt.
Bergman ligger begravd på Norra begravningsplatsen i Solna kommun.

### Skönlitteratur
- Marionetterna : dikter. Stockholm: Bonnier. 1903. Libris 1719045

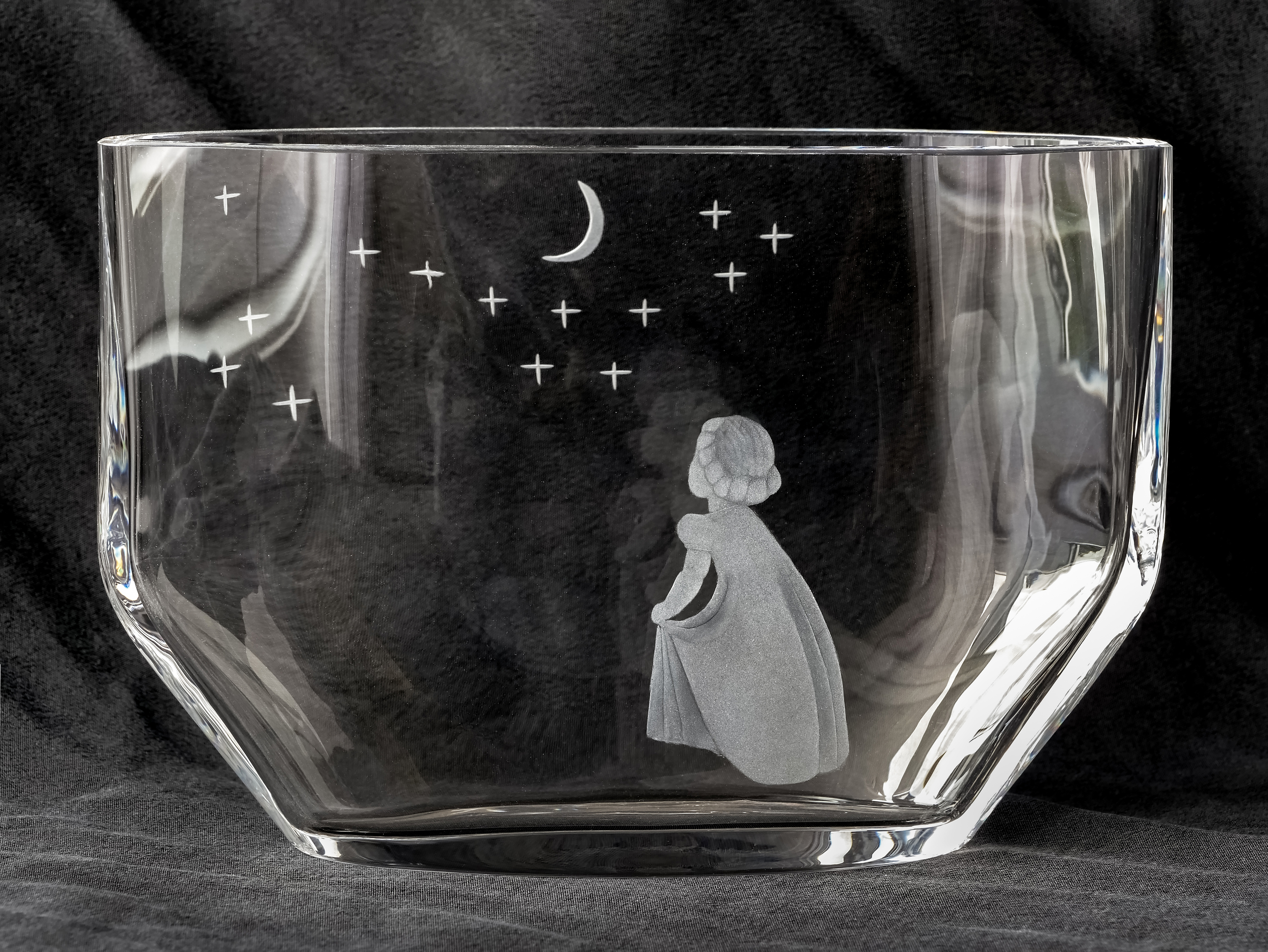
Flickan under nymånen efter Bergmans dikt i Livets ögon 1922. Graverad vas från Orrefors glasbruk formgiven av Edvin Öhrström, 1956.

- Drömmen och andra noveller. Stockholm: Bonnier. 1904. Libris 28109
- En människa : dikter. Stockholm: Bonnier. 1908. Libris 493734
- Skeppet och andra noveller. Stockholm: Bonnier. 1915. Libris 1631340
- Elden : dikter. Stockholm: Bonnier. 1917. Libris 1955086
- Livets ögon : dikter. Stockholm: Bonnier. 1922. Libris 483979
- Min vän baronen och andra noveller. Stockholm. 1926. Libris 305466
- Trots allt : dikter. Stockholm: Bonnier. 1931. Libris 31167
- Gamla gudar : dikter. Stockholm: Bonnier. 1939. Libris 1361418
- Ett bokslut : berättelse. Stockholm. 1942. Libris 125469
- Skulden : roman. Stockholm: Bonnier. 1948
- Stunder : dikter. Stockholm: Bonnier. 1952. Libris 305152
- Liv och läsning : [memoarer]. Stockholm: Bonnier. 1953. Libris 1228641
- Den förrymda själen : roman. Stockholm: Bonnier. 1955. Libris 31124
- Väntan : dikter. Stockholm: Bonnier. 1957. Libris 22158
- Så länge spelet varar. Stockholm: Bonnier. 1958. Libris 1304195
- Från den långa resan : [essäer]. Stockholm: Bonnier. 1959. Libris 1859360
- Blott ett är ditt : dikter. Stockholm: Bonnier. 1960. Libris 1258858
- Det enda roliga : [radiopjäs]. Stockholm: Sveriges radio. 1961. Libris 21174089
- Vi vandrare : roman. Stockholm: Bonnier. 1961. Libris 31134
- Makter : dikter. Stockholm: Bonnier. 1962. Libris 12086
- Öden : [noveller]. Stockholm: Bonnier. 1963. Libris 1304246
- Trasmattan : [dagboksblad]. Stockholm: Bonnier. 1964. Libris 11977
- Kedjan : dikter. Stockholm: Bonnier. 1966. Libris 22171
- Predikare : [essäer]. Stockholm: Bonnier. 1967. Libris 8077863
- Noaks ark : [memoarer]. Stockholm: Bonnier. 1968. Libris 11989
- Kära Hjalle, kära Bo : Bo Bergmans och Hjalmar Söderbergs brevväxling 1891-1941 / utgiven med inledning och kommentar av Per Wästberg... Stockholm: Bonnier. 1969. Libris 8077413
- Äventyret : dikter. Stockholm: Bonnier. 1969. Libris 1304240
- Brev från en gammal skald : anteckningar kring en brevväxling / Bo Bergman & Helena Klein. Bokvännens bibliotek, 0347-8386 ; 89. Stockholm: Sällsk. Bokvännerna. 1971. Libris 7591325. ISBN 91-7022-052-2
- Önskningar för dig : ett innehållsrikt liv fyllt av kärlek, gemenskap, självkänsla, vänskap, trygghet, livsglädje och en god hälsa  : [en källor-bok] / text- och bildval: Eugen Hettinger] ; [bilder: Bruno Blum ... ; från tyska till svenska: Ann-Britt Andersson]... St. Gallen: Quellen. 1997. Libris 7769358. ISBN 9188150321

### Varia
- Minne av Adolf Noreen. : Inträdestal i Svenska akademien den 20 december 1925. Stockholm. 1926. Libris 2983319
- Tal på Svenska Akademiens högtidsdag den 20 december 1927. Stockholm. 1928. Libris 2557829
- Skyar : minnen och intryck. Stockholm: Bonnier. 1936. Libris 1259081
- Edvard Swartz : ett skådespelarporträtt med bakgrund. Stockholm: Bonnier. 1938. Libris 264381
- Bernhard Elis Malmström. Stockholm: Bonnier. 1941. Libris 11764
- Riket : dikter. Stockholm: Bonnier. 1944. Libris 493774
- Olof Ulrik Torsslow : minnesteckning. Svenska akademiens minnesteckningar, 0346-6361. Stockholm. 1945. Libris 264604
- Torsten Fogelqvist. Studentföreningen Verdandis småskrifter, 99-0470915-7 ; 489. Stockholm: Bonnier. 1946. Libris 1459028
- Hjalmar Söderberg : minnesteckning. Svenska akademiens minnesteckningar, 0346-6361 ; [7]. Stockholm: Norstedts. 1951. Libris 1228643

### Samlade upplagor och urval
- Valda dikter. Stockholm: Bonnier. 1919. Libris 23487
- Samlade dikter. Stockholm: Bonnier. 1946. Libris 9174014
  -  1. Libris 9174054
  -  2. Libris 9174071
- Valda noveller. Stockholm: Bonnier. 1949. Libris 1388850
- Valda skrifter. [1-3]. Stockholm: Bonnier. 1954. Libris 493738
  -  Dikter. 1. Libris 493738
  -  Dikter. 2. Libris 493739
  -  Noveller. Libris 11990
- Hjärtat : kärleksdikter i urval / av Sven Lindner. Kammarbiblioteket, 99-0853564-1. Stockholm: Bonnier. 1963. Libris 1303644
- Dikter : Den förrymda själen ; Min vän baronen ; Minnen / red. Daniel Hjorth. Svalans svenska klassiker, 99-0134162-0. Stockholm: Bonnier. 1974. Libris 7143347. ISBN 9100213454
- Hjärtat skall gro av drömmar / urval av Sven Lindner; förord av Åke Runnquist... Svalans lyrikklubb, 0586-0326 ; 20. Stockholm: Bonnier. 1968. Libris 8080824
- Dikter : 1903-1969. Den svenska lyriken, 99-0110782-2. Stockholm: Bonnier. 1986. Libris 7147237. ISBN 9100469068
- Vårfrost : poesi och prosa 1903-1967 / under redaktion av och med inledning av Per Wästberg... Svenska klassiker / utgivna av Svenska akademien, 99-2090989-0. Stockholm: Svenska akademien i samverkan med Atlantis. 2005. Libris 10338520. https://litteraturbanken.se/f%C3%B6rfattare/BergmanB/titlar/V%C3%A5rfrost/sida/I/faksimil?om-boken - Texten är moderniserad.

### Tonsatta dikter i urval
- Fem sånger till dikter av Bo Bergman, op. 20. Fem sånger för solosång och piano av Wilhelm Stenhammar (1905)[3]
- Fem dikter. Fem sånger för solosång och piano av Ture Rangström (1917)
- Fyra Stockholmsdikter av Bo Bergman, op. 38. Fyra sånger för solosång och piano av Wilhelm Stenhammar (1919)
- Två dikter av Bo Bergman. Två sånger för solosång och piano av Wilhelm Peterson-Berger (1921)
- Den mörka blomman. Fem sånger för solosång och piano av Ture Rangström (1924)
- Bara du går över markerna. En sång för blandad kör av Karin Rehnqvist (1995)[4]
- Tre Stockholmssånger. Tre sånger för baryton och piano av Inger Wikström (1997)
- Melodi. (Bara du går över Markerna) Tonsatt av Stefan Forssen.